# Xã El Paso, Quận White, Arkansas
Xã El Paso (tiếng Anh: El Paso Township) là một xã thuộc quận White, tiểu bang Arkansas, Hoa Kỳ. Năm 2010, dân số của xã này là 691 người.